# ミズオオトカゲ
ミズオオトカゲ（Varanus salvator）は、爬虫綱有鱗目オオトカゲ科オオトカゲ属に属するトカゲ。

## 分布
インド（アンダマン諸島）、インドネシア、フィリピン、カンボジア、シンガポール、スリランカ、タイ王国、中華人民共和国南部、ベトナム、マレーシア、ミャンマー、ラオス

## 形態
大型個体は全長250センチメートルに達する。体重25キログラム。体形はやや細い。黒い体色に淡黄色の斑点が帯状に入ることが多いが、亜種や地域により異なる。
吻端はやや細長い。鼻孔は丸く、吻端寄りに開口する。四肢や指趾は頑丈で、指趾には鋭い爪がある。

## 分類
2010年に形態や分子系統推定からフィリピン産亜種とされていたV. cumingi、V. marmoratus、V. nuchalis、スラウェシ島やトギアン諸島亜種とされていたV. togianusを独立種とし、パラワン島の個体群をV. palawanensis・タウイタウイ島の個体群をV. rasumusseniとして新種記載する説が提唱された。これにより本種のみで構成されていたミズオオトカゲ亜属は、7種を含む亜属となった。
以前は基亜種はスリランカから東南アジア・インドネシアにかけて広域分布するとされていた。2007年にスリランカの個体群のみを基亜種とし、東南アジア・インドネシアの個体群を基亜種のシノニムとされていたV. s. macromaculatusに分類する説が提唱された。
以下の亜種の分類・分布は、Reptile Database(2020)に従う。
Varanus salvator salvator (Laurenti, 1768)
スリランカ　
Varanus salvator adamanensis Deraniyagala, 1944  Andaman Islands water monitor
インド（アンダマン諸島）
体色は黒味が強く、全身が黒化して斑紋のない個体もいる。
Varanus salvator bivittatus (Kuhl, 1820)  Two-striped water monitor
インドネシア（ジャワ島、スンバ島、バリ島、フローレス島、ロンボク島）
Varanus salvator macromaculatus Deraniyagara, 1944
インドネシア（スマトラ島、ボルネオ島）、カンボジア、シンガポール、タイ王国、ベトナム、マレーシア、ミャンマー、ラオス
V. s. komaini（模式産地はタイ王国とマレーシアの国境付近）はシノニムとされる。
Varanus salvator zieglei Koch & Bohme, 2010
インドネシア（オビ島）

## 生態
原生林やマングローブ林などの様々な環境に生息する。水辺に生息することが多く、水によく入り泳ぎや潜水も上手である。
齧歯類などの哺乳類、鳥類やその卵、カメ類やその卵・トカゲ・ヘビなどの爬虫類、カエル類、魚類、昆虫、甲殻類、陸棲の巻貝、動物の死骸などを食べる。タイ中部の都市部ではイヌやネコ、ニワトリ、アヒル、レストランから出た残飯を食べたという報告例もある。
繁殖様式は卵生。地中やシロアリの蟻塚などに、1回に約15個の卵を産む。

## 人間との関係
皮が革製品に利用されることがある。食用とされたり、脂肪が伝統的に薬用になると信じられている地域もある。例としてスリランカでは毒があるとして食用とはされないが、伝統的に薬用とされたりまじないに利用されることもある。
皮革用・食用・薬用の狩猟、農地開発や森林伐採による生息地の破壊などによる影響が懸念され、一部個体群は生息数が減少したり絶滅のおそれがあるものの種全体としては大きな影響はないと考えられている。例としてスリランカでは水田やパーム林の農地でも見られるが、ボルネオ島などでは大規模な農地では見られないとされ生息数が減少しているとされる。皮革用の乱獲は1990年代以降はやや減少していると考えられているが、国際法・国内法を問わずより多くの野生個体が密猟・密輸されていると考えられている。1975年のワシントン条約発効時から、オオトカゲ属単位でワシントン条約附属書IIに掲載されている。1975 - 2005年のワシントン条約での正規取引が260,000頭とされ、1998年には年間捕獲数が454,000頭に設定されたが、一方で1999年には年あたり1,500,000個の皮革が取引されたとする報告例もある。
ペットとして飼育されることもあり、日本にも輸入されている。
中国では保護動物に指定されている（中国国家一級重点保護野生動物）。